# Buprestidae
Buprestidés
Famille
Les Buprestidae ou Buprestidés forment une famille de coléoptères herbivores essentiellement forestière et tropicale, dont on connaît environ 15 000 espèces, dont 165 en France. Plusieurs auteurs antiques comme Aristote, Dion Cassius et Pline rapportent que ces insectes peuvent provoquer des inflammations et même la mort des bovins qui s'en nourrissent en pâturant. Il est probable que ces auteurs faisaient référence à des coléoptères différents de ceux appelés aujourd'hui « buprestes », probablement des Meloidae.
Les élytres de certaines espèces de Buprestidae ont été utilisées dans des colliers ou des boucles d'oreille en Afrique et en Amérique du Sud.

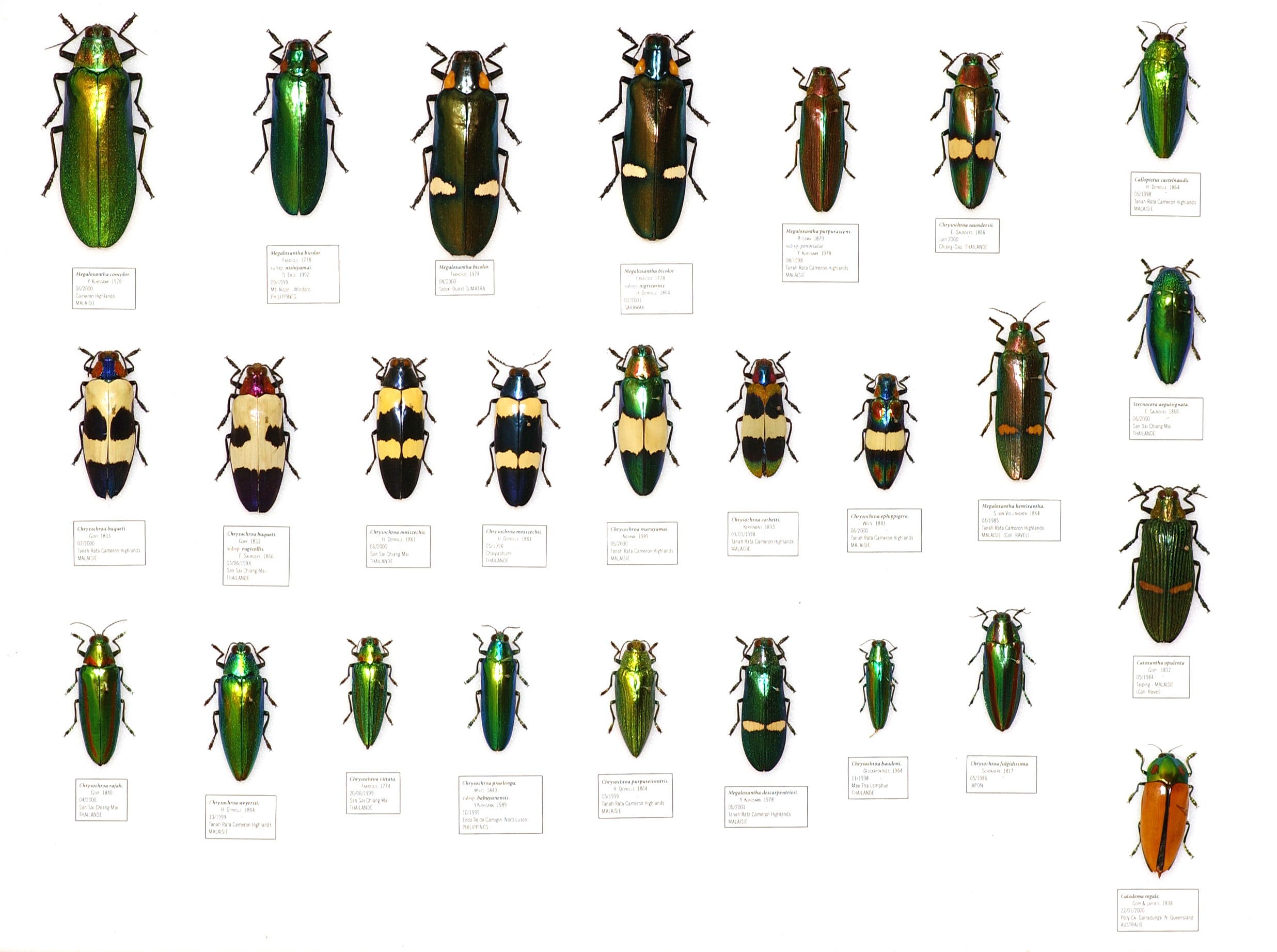
Boite de spécimens de coléoptères de la famille des Buprestidae originaires d’Asie du Sud-Est.
Ces spécimens proviennent des collections naturalistes du Musée d'histoire naturelle de Lille.

## Étymologie
Le nom de la famille vient du grec ancien bouprêstis, issu de βοῦς / boûs (« bœuf ») et πρήθω  / prḗthō (« enfler »). Il a été utilisé comme le nom du genre Buprestis donné par Linné en 1758, le naturaliste reprenant le nom utilisé par les auteurs antiques pour désigner divers coléoptères tels que les méloés (dénommés aussi « enfle-bœufs » produisant une saignée réflexe libérant un liquide riche en cantharidine, toxique et vésicant pour les vertébrés) qui, avalés avec l'herbe broutée, faisaient enfler le bétail. En réalité, aucun membre de cette famille n'est toxique et les buprestes phytophages vivent principalement sur les écorces et le bois mort, rarement sur l'herbe.

## Liste dessous-familles
Selon BioLib (13 févr. 2015) :
- Agrilinae Laporte, 1835
- Buprestinae Leach, 1815
- Chrysobothrinae Lacordaire, 1857
- Chrysochroinae Laporte, 1835 - syn. Chalcophorinae Lacordaire, 1857
- Galbellinae  Reitter, 1911
- Julodinae Lacordaire, 1857
- Polycestinae Lacordaire, 1857

Les adultes sont fusiformes, très agiles et bon voiliers.
Leurs larves très caractéristiques avec leur prothorax très large (larves-marteaux), sont quasi apodes et vivent en xylophages.
Les buprestes comptent des ravageurs redoutables par exemple Capnodis tenebrionis.
Certaines espèces sont parmi les plus brillamment colorées des Insectes.

### Pour la faune de France
- L. Schaeffer (1949). Les Buprestides de France. Miscellanea Entomologica, suppl. (Paris) : 511 p.
- J. Forel et J. Leplat (2000). Les Buprestes de France (Schaefer). Compléments & Iconographie, Hillside Books (Canterbury) : 116 p., 27 pl.

### Pour la faune ibérique
- A. Cobos (1986), Fauna ibérica de Coleopteros Buprestidae, CSIC (Madrid) : 364 p.